# Euplectrus
Euplectrus är ett släkte av steklar som beskrevs av John Obadiah Westwood 1832. Euplectrus ingår i familjen finglanssteklar.

## Bildgalleri

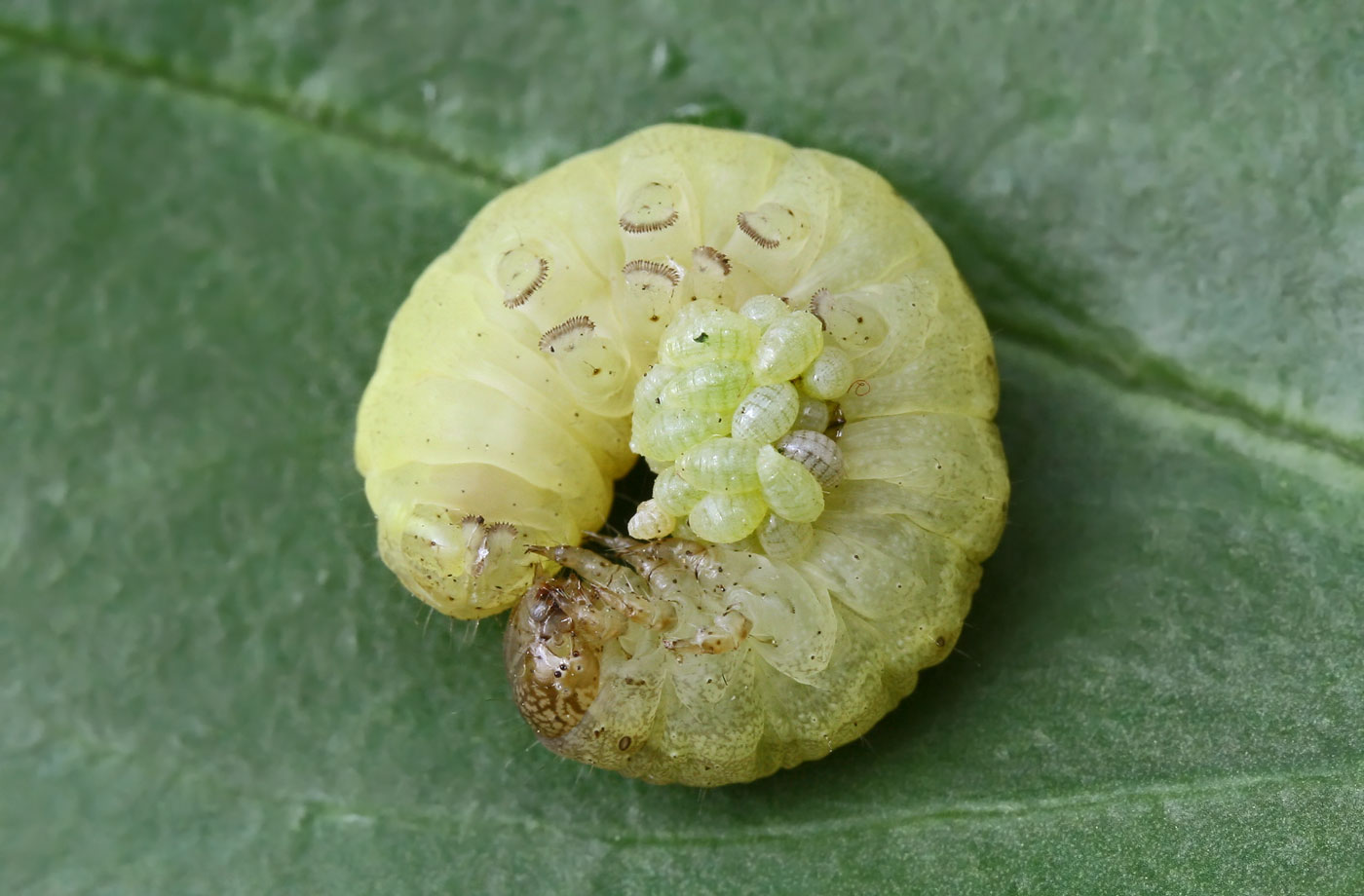
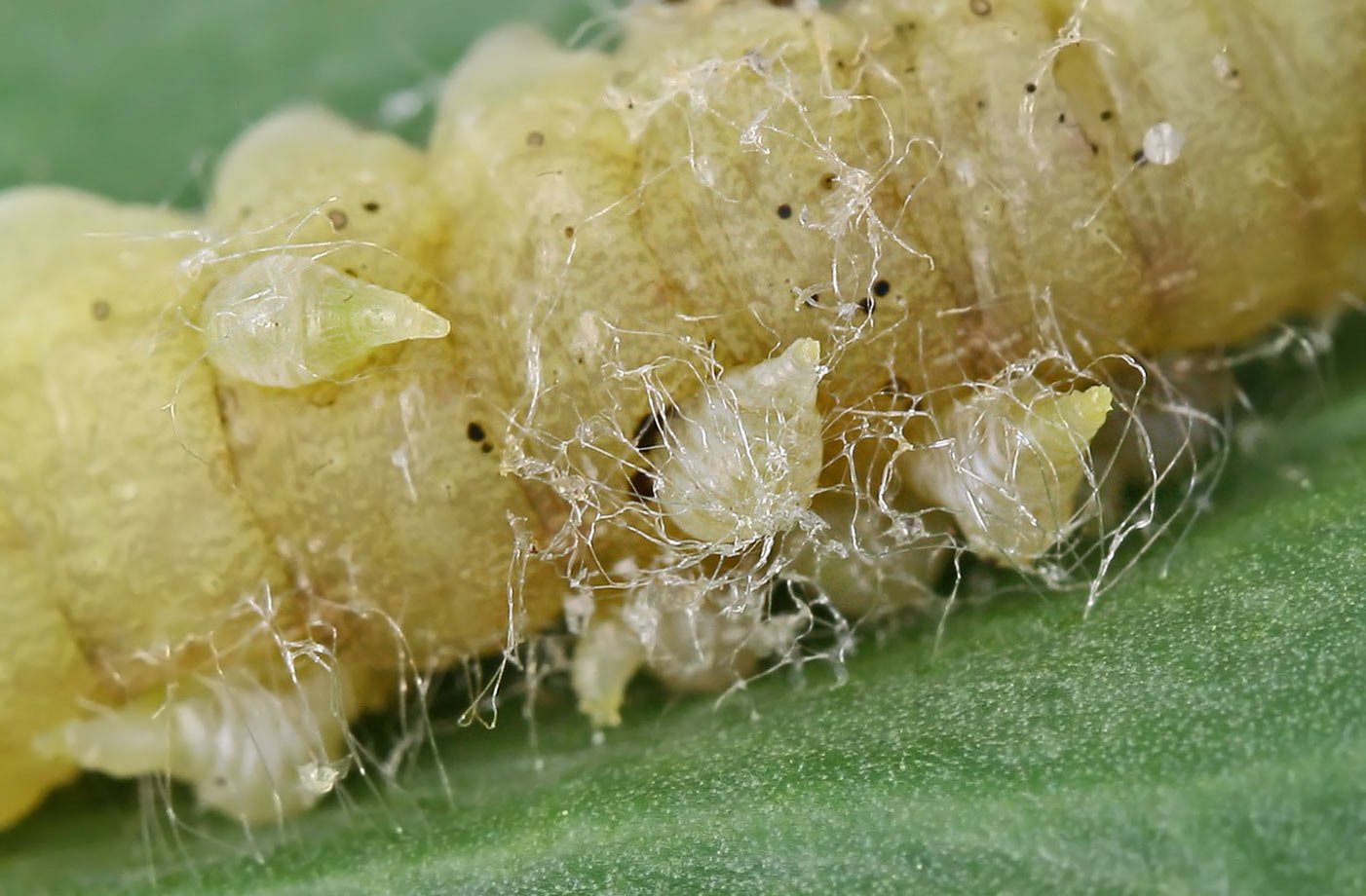
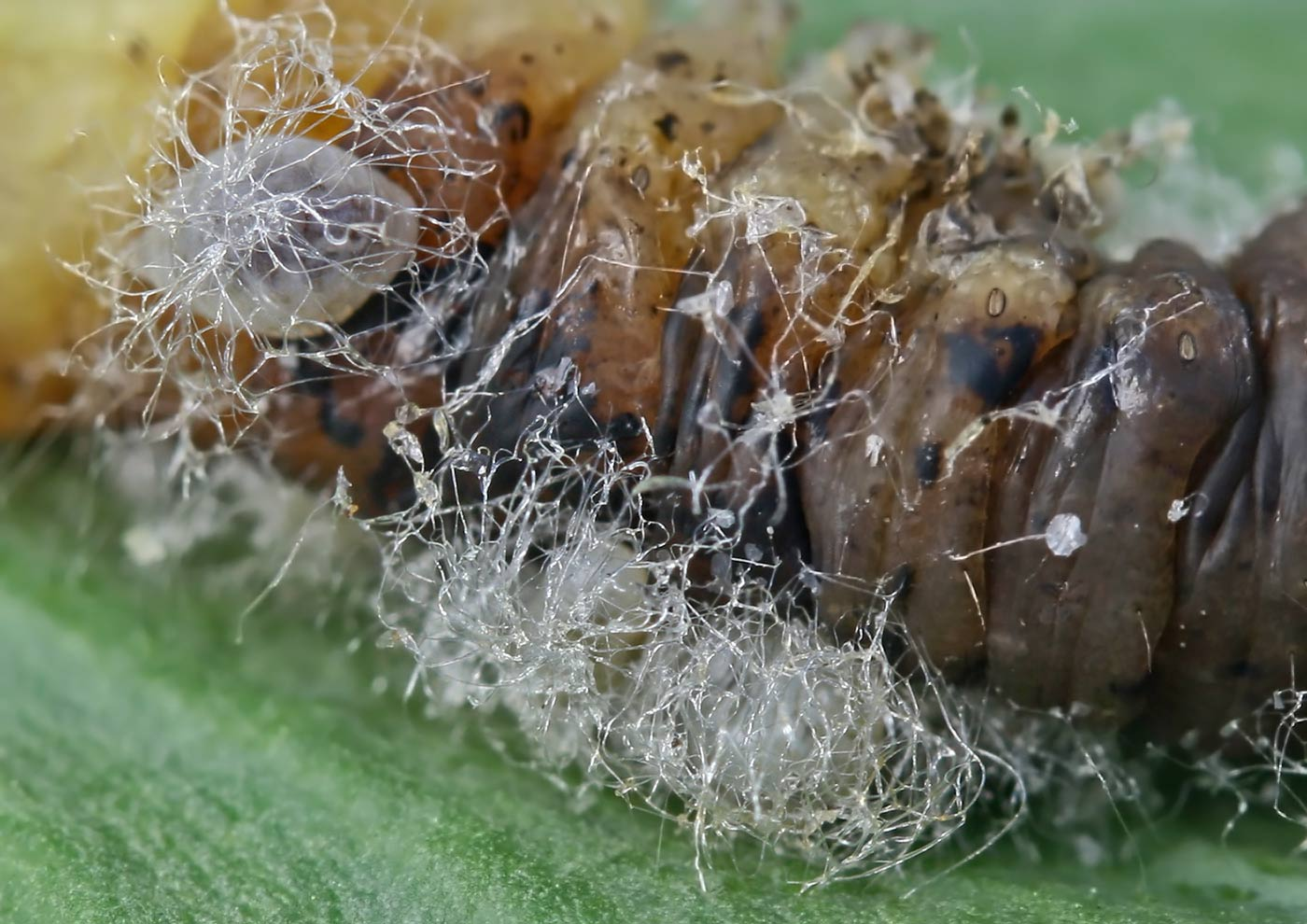
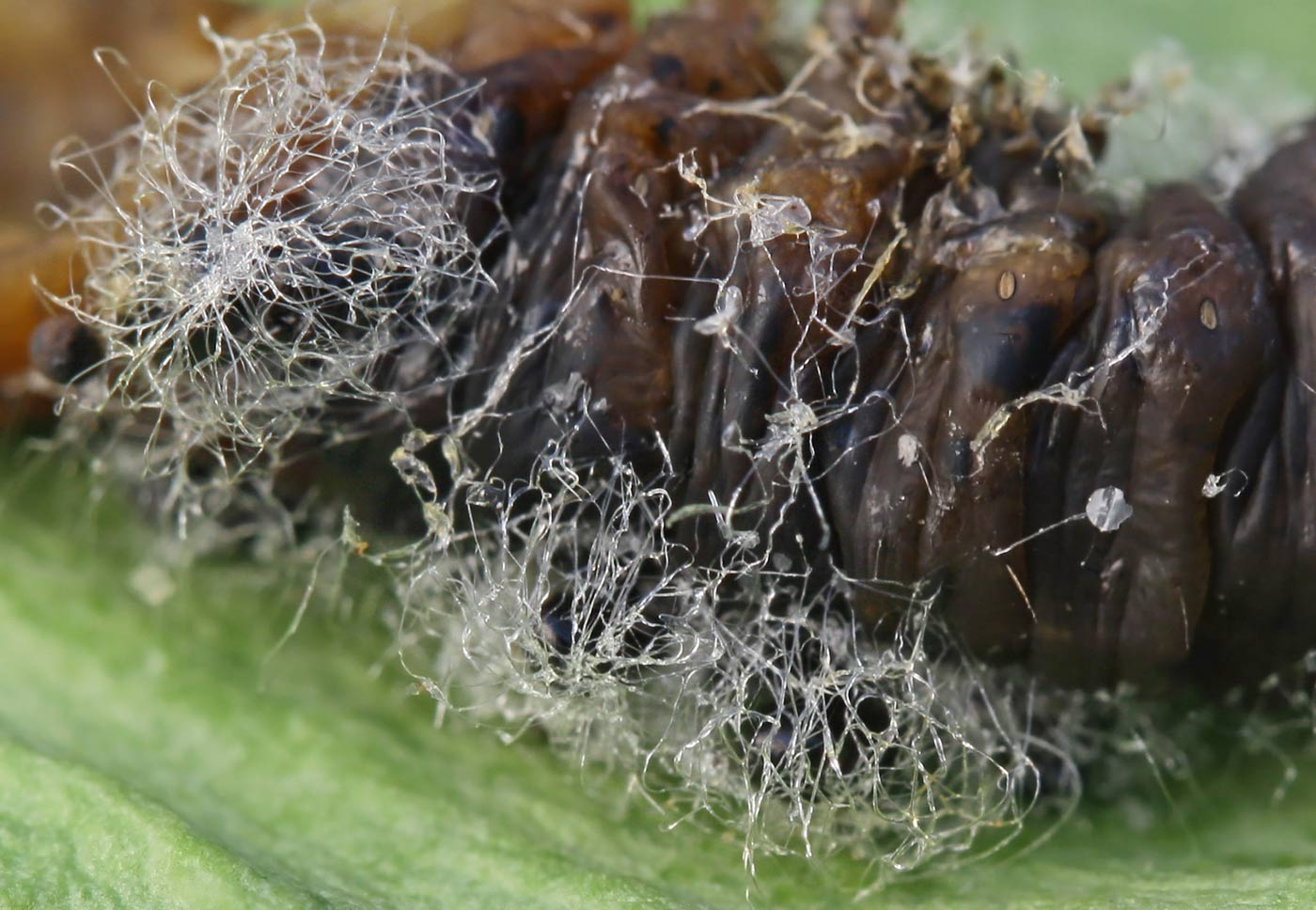
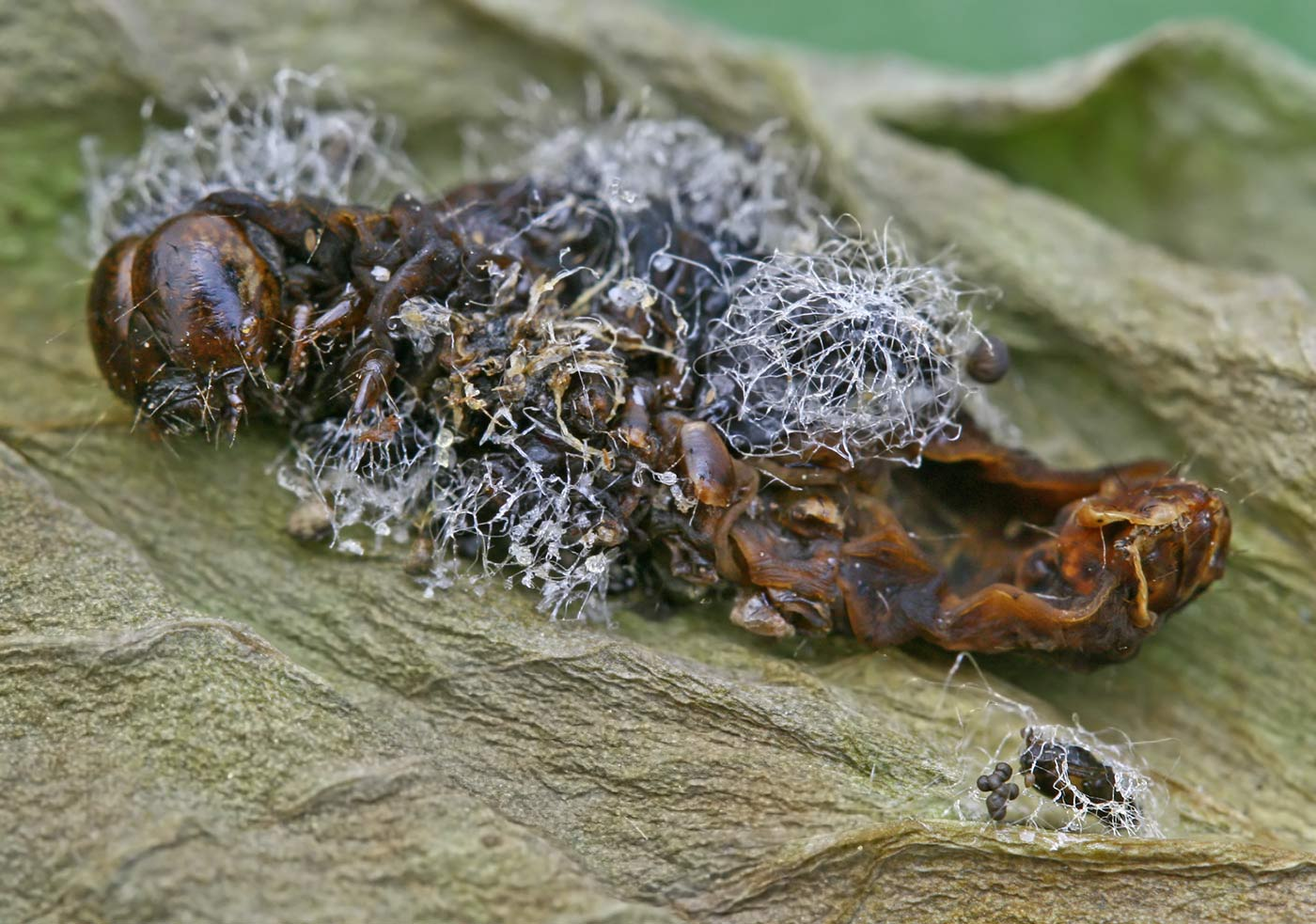
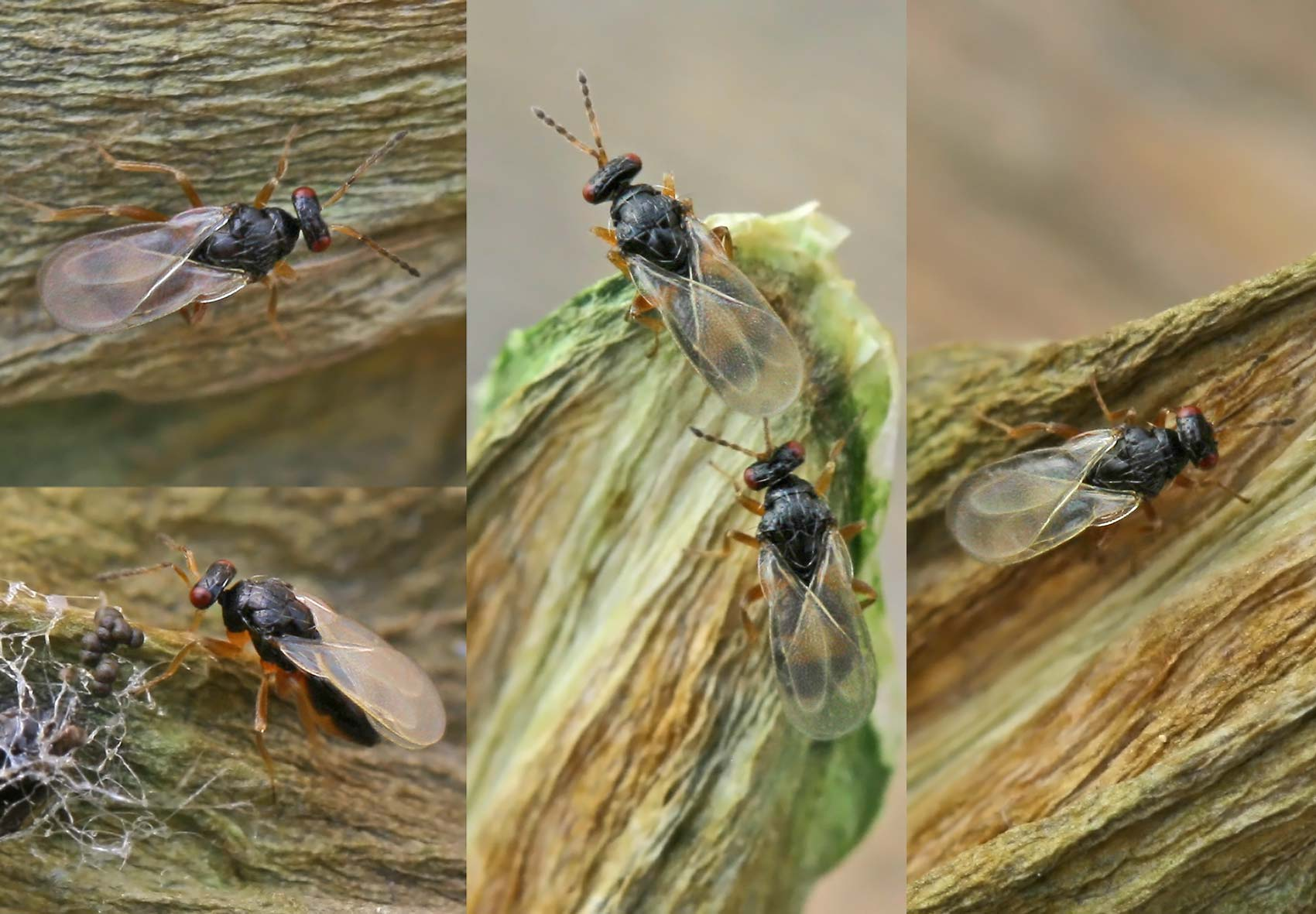

## Dottertaxa tillEuplectrus, i alfabetisk ordning[1][2]
- Euplectrus acutigaster
- Euplectrus agaristae
- Euplectrus anae
- Euplectrus atrafacies
- Euplectrus australiensis
- Euplectrus bebourensis
- Euplectrus bicolor
- Euplectrus brasiliensis
- Euplectrus brevicarinatus
- Euplectrus brevisetulosus
- Euplectrus cairnsensis
- Euplectrus cariniscutum
- Euplectrus carlowae
- Euplectrus castaneus
- Euplectrus catocalae
- Euplectrus ceylonensis
- Euplectrus chapadae
- Euplectrus colliosilvus
- Euplectrus comstockii
- Euplectrus edithae
- Euplectrus euplexiae
- Euplectrus flavigaster
- Euplectrus flavipes
- Euplectrus floryae
- Euplectrus frontalis
- Euplectrus fukaii
- Euplectrus furnius
- Euplectrus fuscicoxalis
- Euplectrus geethae
- Euplectrus gopimohani
- Euplectrus hansoni
- Euplectrus himalayensis
- Euplectrus hircinus
- Euplectrus immargiventris
- Euplectrus ireneae
- Euplectrus ivonae
- Euplectrus josei
- Euplectrus junctus
- Euplectrus koebelei
- Euplectrus kuboi
- Euplectrus kurandaensis
- Euplectrus kuwanae
- Euplectrus laeviscutellum
- Euplectrus latifrons
- Euplectrus leonae
- Euplectrus leucostomus
- Euplectrus leucotrophis
- Euplectrus litoralis
- Euplectrus longigaster
- Euplectrus longipetiolatus
- Euplectrus longiscapus
- Euplectrus lutheri
- Euplectrus maculiventris
- Euplectrus magdae
- Euplectrus manilae
- Euplectrus marginatus
- Euplectrus mariae
- Euplectrus maternus
- Euplectrus mathuri
- Euplectrus medanensis
- Euplectrus melanocephalus
- Euplectrus mellipes
- Euplectrus mellocoxus
- Euplectrus migneti
- Euplectrus milii
- Euplectrus narariae
- Euplectrus nibilis
- Euplectrus noctuidiphagus
- Euplectrus nuperus
- Euplectrus nyctemerae
- Euplectrus orias
- Euplectrus pachyscapha
- Euplectrus paribus
- Euplectrus peechansis
- Euplectrus phytometrae
- Euplectrus platyhypenae
- Euplectrus prashanti
- Euplectrus pullipes
- Euplectrus puttleri
- Euplectrus reticulatus
- Euplectrus rojasi
- Euplectrus ronniei
- Euplectrus scotti
- Euplectrus semimarginatus
- Euplectrus seminigrifemur
- Euplectrus separatae
- Euplectrus seyrigi
- Euplectrus solitarius
- Euplectrus spodopterae
- Euplectrus taiwanus
- Euplectrus testaceipes
- Euplectrus thanhi
- Euplectrus transversus
- Euplectrus utetheisae
- Euplectrus walteri
- Euplectrus valverdei
- Euplectrus variabilis
- Euplectrus xanthocephalus
- Euplectrus xanthovultus
- Euplectrus xiomarae
- Euplectrus zamorai